# Cash flow at Risk
Der Cash flow at Risk (deutsch „Risikomaß vom Cashflow“; Abkürzung: CFaR) ist in der Betriebswirtschaftslehre der Anglizismus für eine betriebswirtschaftliche Kennzahl, die als Risikomaß für Ermittlung des niedrigsten Cashflows fungiert, der in einem Planungszeitraum eintreten könnte.

## Allgemeines
Im Zusammenhang mit der wertorientierten Unternehmenssteuerung wurde das Konzept des Cash flow at Risk entwickelt, das die liquiditätswirksamen Bilanzpositionen betrachtet. Die Kennzahl des Cash flow at Risk gehört sowohl zu den Kennzahlensystemen des Cashflow als auch zu der Gruppe der „at Risk“-Kennzahlen. Weitere „at Risk“-Risikomaße sind der Value at Risk und der Earnings at Risk. Die Kennzahl „Cash Flow at Risk“ als monetäres Risikomaß ist in ihrer Anwendung und Herkunft modifiziert dem Ansatz des Value-at-Risk entlehnt und primär auf die Belange von Handels- und Industrieunternehmen sowie Kreditinstituten ausgerichtet. In Kreditinstituten spielt dagegen der Value at Risk bei der Risikobewertung eine große Rolle; bei ihnen kann der CFaR für die Quantifizierung bestimmter Finanzrisiken hilfreich sein.
Der CFaR berücksichtigt nicht nur die Risiken in der Gegenwart, sondern fokussiert sich stärker auf die Ungewissheit künftiger Cashflows; dabei ist Risiko keine Bestandsgröße, sondern eine Stromgröße.

## Anwendung
Der CFaR kann auf ein ganzes Unternehmen, aber auch auf Unternehmensprozesse wie Investitionen und Projekte sowie auf Organisationseinheiten wie Geschäftsfelder oder Tochtergesellschaften angewandt werden.

## Ermittlung
Die Kennzahl des CRaR bringt zum Ausdruck, welche Abweichung vom erwarteten Cashflow mit einer vorgegebenen Wahrscheinlichkeit (Konfidenzniveau mindestens 90 %) im betrachteten Planungshorizont nicht unterschritten wird. Er ergibt sich aus der Abweichung vom Erwartungswert des Cashflow. Mit Hilfe der Wahrscheinlichkeitsverteilung des zukünftigen Cashflows wird ermittelt, welcher kritische Cashflow nicht unterschritten werden darf. Das Risiko wird in einer Abweichung „nach unten“ (englisch downside risk) definiert, was mit dem Risikobegriff als unerwünschte Abweichung nach unten bzw. erwünschte Abweichung nach oben (Gewinnchance; englisch upside risk) übereinstimmt.

## Wirtschaftliche Aspekte
Der Cashflow dient der Sicherung der Liquidität, denn aus ihm müssen künftige Zahlungsverpflichtungen (wie fällige Verbindlichkeiten, Personalkosten, Materialkosten) beglichen werden. Um dies sicherzustellen, ist ein bestimmter Mindest-Cashflow erforderlich. Finanzkrisen oder Unternehmenskrisen können jedoch dazu führen, dass der erwirtschaftete Cashflow nicht ausreicht, um alle Zahlungsverpflichtungen zu erfüllen. Hier hilft der CFaR, denn er ermittelt den zur Vermeidung künftiger Liquiditätsrisiken erforderlichen Mindest-Cashflow.
Der CFaR kann beispielsweise bei Investitionen der Entscheidung dienen, ob und inwieweit die Investition ein Verlustrisiko (Fehlinvestition) in sich birgt. Auch die Kennzahl des CFaR ist als alleiniges Entscheidungskriterium für die Risikobeurteilung jedoch ungeeignet. Während die Earnings at Risk die künftigen Aufwendungen und Erträge berücksichtigen, wird der CFaR aus den erwarteten Cashflows berechnet.

## Abgrenzung
Earnings at Risk sind die geschätzte, maximal erwartete negative Abweichung vom geplanten Gewinn eines Unternehmens, die innerhalb einer bestimmten Rechnungsperiode (zwischen einem Tag und einem Geschäftsjahr) mit einer bestimmten Eintrittswahrscheinlichkeit (z. B. Konfidenzniveau 95 % oder 99 %) nicht überschritten wird.